# Vetenskap och beprövad erfarenhet
Vetenskap och beprövad erfarenhet är ett begrepp som i Sverige används i reglering av flera områden, däribland hälso- och sjukvården, skolan, miljövård och högskola.
Begreppet vetenskap och beprövad erfarenhet har stor betydelse i lagar och regleringar men förstås på olika sätt inom olika områden. Vilken betydelse vetenskapen och den beprövade erfarenheten har beror till viss del på den aktuella regleringens syfte.
Under senare år har begreppet rönt intresse från forskare inom flera olika discipliner och även internationellt.

## Användning
Patientlagen (2014:821), som trädde i kraft den 1 januari 2015, säger att patienten ska få sakkunnig och omsorgsfull hälso- och sjukvård som är av god kvalitet och står i överensstämmelse med vetenskap och beprövad erfarenhet (1 kap. 7 §). Samma formulering återfinns i patientsäkerhetslagen (2010:659) 6 kap. 1 §: ”Hälso- och sjukvårdspersonalen ska utföra sitt arbete i överensstämmelse med vetenskap och beprövad erfarenhet. En patient ska ges sakkunnig och omsorgsfull hälso- och sjukvård som uppfyller dessa krav.” Detta krav är på intet sätt nytt, det har formellt funnits sedan 1890-talet och går att spåra betydligt längre tillbaka i tiden. Formuleringen utgör en klassisk svensk begreppsbildning.
I miljöbalken (1998:808) finns krav på att vissa typer av utredningar skall göras i enlighet med vetenskap och beprövad erfarenhet. Skollagen (2010:800) kräver att utbildningen skall vila på vetenskaplig grund och beprövad erfarenhet och högskolelagen (1992:1434) säger att ”staten ska som huvudman anordna högskolor för ... utbildning som vilar på vetenskaplig ... grund samt på beprövad erfarenhet”.